# Hengqu (köpinghuvudort i Kina, Shaanxi, lat 34,20, long 107,96)
Hengqu är en köpinghuvudort i Kina. Den ligger i provinsen Shaanxi, i den nordvästra delen av landet, omkring 87 kilometer väster om provinshuvudstaden Xi'an. Antalet invånare är 29 020. Befolkningen består av 13 608 kvinnor och 15 412 män. Barn under 15 år utgör 13,0 %, vuxna 15-64 år 77 %, och äldre över 65 år 8,0 %.
Runt Hengqu är det ganska tätbefolkat, med 199 invånare per kvadratkilometer. Närmaste större samhälle är Yangling, 13,8 km nordost om Hengqu. Trakten runt Hengqu består till största delen av jordbruksmark.
Genomsnittlig årsnederbörd är 668 millimeter. Den regnigaste månaden är september, med i genomsnitt 143 mm nederbörd, och den torraste är december, med 1 mm nederbörd.